# Plus fort que la haine (film, 1950)
Pour les articles homonymes, voir Plus fort que la haine.
Pour plus de détails, voir Fiche technique et Distribution.
Plus fort que la haine (Gli inesorabili) est un film franco-italien réalisé par Camillo Mastrocinque et sorti en 1950.

## Fiche technique
- Titre original : Gli inesorabili
- Réalisation : Camillo Mastrocinque
- Scénario : Gian Paolo Callegari, Lewis E. Ciannelli, Enrico Colombo, G.G. Loschiavo, Vittorio Nino Novarese, Fulvio Palmieri, Jacques Rémy
- Photographie : Gábor Pogány
- Musique : Enzo Masetti
- Montage : Mario Serandrei
- Pays de production :  Italie |  France
- Langue : italien
- Format : Noir et blanc — 35 mm — 1,37:1 — Son : Mono
- Genre : Film dramatique
- Durée : 97 minutes (1 h 37)
- Dates de sortie: 
  - Italie : 1er novembre 1950
  - France : 14 mai 1952

## Distribution
- Rossano Brazzi : Saro Costa
- Charles Vanel : Don Salvatore Sparaino
- Claudine Dupuis : Stellina Luparello
- Milly Vitale : Elena Occhipinti
- Eduardo Ciannelli : Barone Occhipinti